# 죽산초등학교 (경기)
죽산초등학교는 대한민국 경기도 안성시 죽산면 죽산리에 있는 공립 초등학교이다.

## 학교 연혁
- 1911년 6월 8일 죽산사립보통학교 개교(설립인가 5월 29일)
- 1912년 4월 1일 죽산공립보통학교 개편(설립인가 2월 15일)
- 1938년 4월 1일 죽산공립심상소학교로 개칭
- 1941년 4월 1일 죽산공립국민학교로 개칭
- 1980년 12월 20일 병설유치원 개원
- 1996년 3월 1일 죽산초등학교 교명 변경
- 2016년 3월 1일 제26대 이옥견 교장 취임
- 2023년 3월 1일 방초초등학교 통폐합

## 학교 상징
- 교화 - 개나리 : 개나리는 면면히 살아가는 인내와 성장 발전의 굳은 의지를 상징한다
- 교목 - 은행나무 : 풍성하고 온화하며 친근감을 주며 희망을 상징한다

## 참고 자료
- 죽산초등학교 - 한국교육학술정보원 학교알리미